# 黃翼樸麗魚
黃翼樸麗魚，為輻鰭魚綱鱸形目隆頭魚亞目慈鯛科的其中一種，被IUCN列為易危保育類動物，分布於非洲維多利亞湖南部Mwanza灣水域，為特有種，棲息深度可達12公尺，體長可達10.7公分，棲息在岩石底質水域，生活習性不明。

## 擴展閱讀
維基物種上的相關：黃翼樸麗魚